# As Recorded at Madison Square Garden
As Recorded at Madison Square Garden es el cuadragésimo séptimo álbum y el cuarto álbum en directo del músico y cantante estadounidense Elvis Presley, publicado por la compañía discográfica RCA Victor en junio de 1972. El álbum fue grabado en directo en el Madison Square Garden de Nueva York el 10 de junio de 1972, en el segundo concierto de los dos que realizó ese dia y promocionado como la primera aparición en directo de Elvis en el Big Apple desde la década de 1950. Elvis dio 4 conciertos sucesivos en dicho estadio, logrando por primera vez en la historia del Madison Square Garden de ser el primer artista en batir el récord de haber logrado vender la totalidad de la taquilla con una asistencia global de 80.000 personas.
El álbum alcanzó el puesto tres en la lista de discos más vendidos del Reino Unido y el once en la estadounidense Billboard 200, y fue certificado como triple disco de platino por la Recording Industry Association of America en julio de 1999.
A pesar de la duración del concierto, el álbum fue publicado en un solo LP, apenas una semana después de su grabación. El siguiente disco del músico fue otro álbum en directo, Aloha from Hawaii: Via Satellite, con una lista de canciones similar.
En 2013, RCA publicó una versión remasterizada con sonido de alta calidad a 24-bit/96kHz.

## Lista de canciones
| Cara A |                                                                         |                                                                   |          |  |
| N.º    | Título                                                                  | Escritor(es)                                                      | Duración |  |
| 1.     | «Also sprach Zarathustra» (Introducción, tema de 2001: A Space Odyssey) | Richard Strauss                                                   | 1:06     |  |
| 2.     | «That's All Right»                                                      | Arthur "Big Boy" Crudup                                           | 2:14     |  |
| 3.     | «Proud Mary»                                                            | John Fogerty                                                      | 2:35     |  |
| 4.     | «Never Been to Spain»                                                   | Hoyt Axton                                                        | 3:36     |  |
| 5.     | «You Don't Have to Say You Love Me»                                     | Pino Donaggio, Simon Napier-Bell, Vito Pallavicini, Vicki Wickham | 2:03     |  |
| 6.     | «You've Lost That Lovin' Feelin'»                                       | Barry Mann, Phil Spector, Cynthia Weil                            | 4:11     |  |
| 7.     | «Polk Salad Annie»                                                      | Tony Joe White                                                    | 2:57     |  |
| 8.     | «Love Me (canción de Leiber/Stoller)»                                   | Jerry Leiber, Mike Stoller                                        | 1:38     |  |
| 9.     | «All Shook Up»                                                          | Otis Blackwell, Elvis Presley                                     | 1:04     |  |
| 10.    | «Heartbreak Hotel»                                                      | Mae Boren Axton, Tommy Durden, Elvis Presley                      | 1:44     |  |
| 11.    | «(Let Me Be Your) Teddy Bear»/«Don't Be Cruel»                          | Kal Mann, Bernie Lowe / Otis Blackwell                            | 1:50     |  |
| 12.    | «Love Me Tender»                                                        | Vera Matson, Elvis Presley                                        | 1:38     |  |

| Cara B |                                    |                                                  |          |  |
| N.º    | Título                             | Escritor(es)                                     | Duración |  |
| 1.     | «The Impossible Dream (The Quest)» | Joe Darion, Mitch Leigh                          | 2:35     |  |
| 2.     | «Introduction by Elvis»            | —                                                | 1:27     |  |
| 3.     | «Hound Dog»                        | Jerry Leiber, Mike Stoller                       | 1:55     |  |
| 4.     | «Suspicious Minds»                 | Mark James                                       | 4:23     |  |
| 5.     | «For the Good Times»               | Kris Kristofferson                               | 3:03     |  |
| 6.     | «An American Trilogy»              | Mickey Newbury                                   | 4:28     |  |
| 7.     | «Funny How Time Slips Away»        | Willie Nelson                                    | 2:41     |  |
| 8.     | «I Can't Stop Loving You»          | Don Gibson                                       | 2:37     |  |
| 9.     | «Can't Help Falling in Love»       | Luigi Creatore, Hugo Peretti, George David Weiss | 2:34     |  |
| 10.    | «End Theme»                        | —                                                | 0:55     |  |

## Personal
- James Burton - guitarra
- John Wilkinson - guitarra rítmica
- Ron Tutt - batería
- Jerry Scheff - bajo
- Glen D. Hardin - piano
- The Sweet Inspirations (Estelle Brown, Sylvia Shemwell, Myrna Smith) - coros
- Kathy Westmoreland - coros
- J.D. Sumner & The Stamps (Ed Enoch, Bill Baize, Richard Sterban, Donnie Sumner) - coros
- Joe Guercio - conductor
- The Joe Malin Orchestra

## Posición en listas
| País           | Lista                | Posición |
| -------------- | -------------------- | -------- |
| Estados Unidos | Billboard Pop Albums | 11       |
| Reino Unido    | UK Albums Chart      | 3        |